# Росава (река)

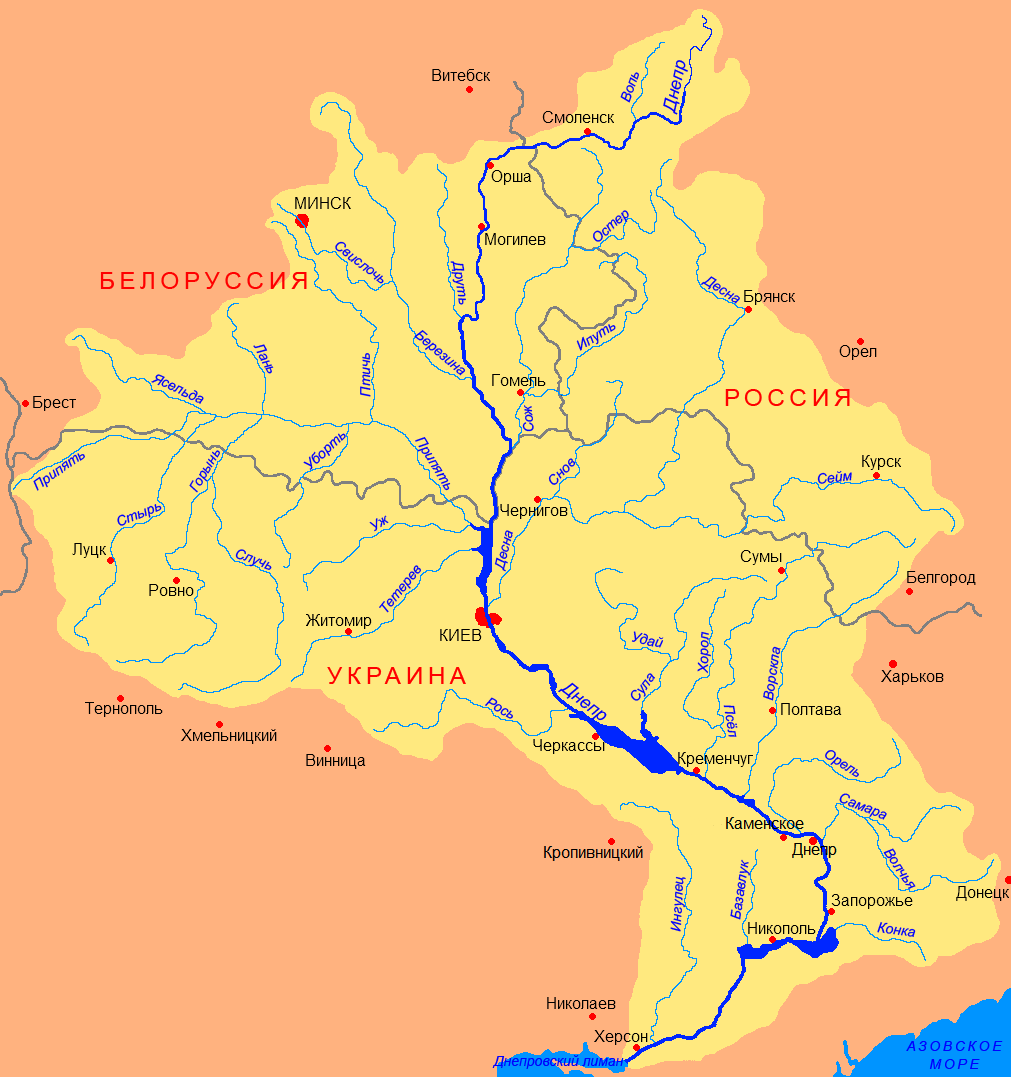
Бассейн Днепра

Росава — река на Приднепровской возвышенности, левый приток Роси, в пределах Обуховского района Киевской области и Черкасского района Черкасской области. Длина реки — 90 км, ширина в среднем течении около 10 м, площадь водосборного бассейна — 1720 км². Частично используется для водоснабжения.